# Ak Dschol
Ak Dschol (kirgisisch Ак Жол, deutsch Heller Weg oder Weißer Weg) war eine politische Partei in der Kirgisischen Republik.

## Einfluss
Die Partei wurde am 15. Oktober 2007, nach Auflösung des Parlaments und im Vorfeld des Verfassungsreferendums vom kirgisischen Präsidenten Kurmanbek Bakijew, gegründet. Dieser legte seinen Posten als Parteivorsitzender aufgrund von möglichen Interessenkonflikten mit seinem Präsidentenamt nach einem Tag zwar wieder ab, nichtsdestotrotz galt die Partei als präsidententreu und systemstützend. Sie galt für kurze Zeit als dominante Partei in Kirgisistan.

## Wahlen
Im Dezember 2007 trat sie zur vorgezogenen Parlamentswahl in Kirgisistan an. Sie gewann 71 von 90 Sitzen, daneben gab es zwei weitere Parteien, die den Einzug ins Parlament schafften (darunter die SDPK). Wichtige Oppositionsparteien wie Ata Meken schafften den Einzug ins Parlament (Dschogorku Kengesch) nicht. Bei den Neuwahlen, die mit der Revolution von 2010 einhergingen, verlor die Partei allerdings alle ihre Sitze und trat hernach nicht mehr an. Am 15. April 2010 wurde sie formal aufgelöst.

## Belege
1. ↑  EurasiaNet Eurasia Insight - Kyrgyzstan: President Strives to Finish Off Political Opponents. 26. Oktober 2007, archiviert vom Original am 26. Oktober 2007; abgerufen am 21. Januar 2023.  Info: Der Archivlink wurde automatisch eingesetzt und noch nicht geprüft. Bitte prüfe Original- und Archivlink gemäß Anleitung und entferne dann diesen Hinweis.
2. ↑  Kirgisistan im Vorfeld der Präsidentschaftswahlen vom 23. Juli 2009
3. ↑  Neue entstandene Regierung in Kirgisistan (engl.), RIA